# Захарово (Великолуцький район)
Захарово (рос. Захарово) — присілок в Великолуцькому районі Псковської області Російської Федерації.
Населення становить 46 осіб. Входить до складу муніципального утворення Пореченська волость.

## Історія
Від 2014 року входить до складу муніципального утворення Пореченська волость.

## Населення
| 2001 | 2002 | 2010 |
| ---- | ---- | ---- |
| 58   | ↗60  | ↘46  |